# 10 anys de festa il·legal
10 anys de festa il·legal és un CD/DVD enregistrat per Strombers el 6 setembre del 2013, i llançat el 5 de febrer del 2014. Va ser gravat en directe a Cardona, durant el concert de celebració del desè aniversari del grup. El baixista afirma:
"La resposta del poble de Cardona i tots els nostres seguidors el dia de la gravació del disc va superar les nostres expectatives. Per nosaltres, i estem convençuts que per a tots els que hi vàrem ser a la plaça de braus, va ser un esdeveniment que no oblidarem mai"
Van fer la presentació del CD/DVD el 5 de febrer del 2014 a la Sala Apolo de Barcelona. Entre els amics que es van sumar a la celebració especial del concert estaven els grups i cantants: Els Catarres, Buhos, Alba Marbà, Miquel del Roig; la Cobla de Cardona; i la participació castellera dels Castellers de Cerdanyola i els Salats de Súria.
Aquest CD+DVD consta de 2 CD + 1 DVD.

## Llista de cançons
| nº | Títol de la cançó                        | Col·laboradors                                                                   | Durada |
| -- | ---------------------------------------- | -------------------------------------------------------------------------------- | ------ |
| 01 | La fiesta ilegal - Stromber - Bella Ciao | Beth, Berto Romero, Txarango, Pau Riba, Antòniu Firabar, Garri, Buhos, Séptimo A | 5:11   |
| 02 | Life is life - Cuba - Colorea            | Albert Estrada                                                                   | 5:12   |
| 03 | Somos - Flaca                            | Beth, Berto Romero, Txarango, Pau Riba, Antòniu Firabar, Garri, Buhos, Séptimo A | 4:35   |
| 04 | El coche de Manolo                       | Beth, Berto Romero, Txarango, Pau Riba, Antòniu Firabar, Garri, Buhos, Séptimo A | 4:41   |
| 05 | Cerveza                                  | Beth, Berto Romero, Txarango, Pau Riba, Antòniu Firabar, Garri, Buhos, Séptimo A | 3:28   |
| 06 | La cançó del pagès                       | Beth, Berto Romero, Txarango, Pau Riba, Antòniu Firabar, Garri, Buhos, Séptimo A | 3:40   |
| 07 | Un conte ple de contes                   | The Sey Sisters                                                                  | 4:14   |
| 08 | M.I.L.F                                  | Beth, Berto Romero, Txarango, Pau Riba, Antòniu Firabar, Garri, Buhos, Séptimo A | 3:28   |
| 09 | Patum                                    | Beth, Berto Romero, Txarango, Pau Riba, Antòniu Firabar, Garri, Buhos, Séptimo A | 3:19   |
| 10 | Generación Ska                           | Beth, Berto Romero, Txarango, Pau Riba, Antòniu Firabar, Garri, Buhos, Séptimo A | 3:27   |
| 11 | La nit de sant Joan                      | Beth, Berto Romero, Txarango, Pau Riba, Antòniu Firabar, Garri, Buhos, Séptimo A | 5:02   |
| 12 | Flecto dance                             | Beth, Berto Romero, Txarango, Pau Riba, Antòniu Firabar, Garri, Buhos, Séptimo A | 3:36   |
| 13 | Tocant el cel amb la mà                  | Beth, Berto Romero, Txarango, Pau Riba, Antòniu Firabar, Garri, Buhos, Séptimo A | 4:46   |
| 14 | Cúmbia petonera                          | Beth, Berto Romero, Txarango, Pau Riba, Antòniu Firabar, Garri, Buhos, Séptimo A | 3:39   |
| 15 | Adiós mi amor                            | Beth                                                                             | 4:25   |
| 16 | Calle Caramelo                           | Txarango                                                                         | 4:13   |
| 17 | Mercè                                    | Pau Riba, Antòniu Firabar                                                        | 5:07   |
| 18 | Quan siguis enllà                        | Garri                                                                            | 3:43   |
| 19 | Borracha                                 | Berto Romero                                                                     | 5:02   |
| 20 | Guakalamole                              | Beth, Berto Romero, Txarango, Pau Riba, Antòniu Firabar, Garri, Buhos, Séptimo A | 3:31   |
| 21 | La Guitarra                              | Beth, Berto Romero, Txarango, Pau Riba, Antòniu Firabar, Garri, Buhos, Séptimo A | 4:45   |
| 22 | La dansa del sonat                       | Buhos                                                                            | 3:44   |
| 23 | Bailando ska la panza se te va           | Séptimo A                                                                        | 4:24   |
| 24 | Only love                                | Beth, Berto Romero, Txarango, Pau Riba, Antòniu Firabar, Garri, Buhos, Séptimo A | 4:01   |
| 25 | Mil tragos más                           | Beth, Berto Romero, Txarango, Pau Riba, Antòniu Firabar, Garri, Buhos, Séptimo A | 4:02   |

Aquestes cançons són temes inèdits, algunes regravacions i un concert el directe.